# 平山周吉
平山 周吉（ひらやま しゅうきち、1952年- 、本名：細井秀雄）は、日本の評論家・元編集者。

## 人物・来歴
東京生まれ。慶應義塾大学文学部国文科卒。文藝春秋に入社、『諸君!』『文學界』編集長を務めた。1999年7月に鎌倉の自宅で自決した江藤淳に最後に会った編集担当者となった。筆名は小津安二郎の「東京物語」の主人公にちなむ。
2025年5月より中央公論webで「小林秀雄の戦争と平和」連載を開始した。

## 受賞
- 2016年 -『戦争画リターンズ』、第34回雑学出版賞
- 2019年 -『江藤淳は甦える』、第18回小林秀雄賞[1]
- 2022年 -『満洲国グランドホテル』、第26回司馬遼太郎賞
- 2023年 -『小津安二郎』、第50回大佛次郎賞

## 著書
- 『昭和天皇─「よもの海」の謎』新潮選書、2014※
- 『戦争画リターンズ─藤田嗣治とアッツ島の花々』芸術新聞社、2015
- 『江藤淳は甦える』新潮社、2019.4※
- 『満洲国グランドホテル』芸術新聞社、2022.4※
- 『小津安二郎』新潮社、2023.3※
- 『昭和史百冊』草思社、2023.7※

※は電子書籍化
その他
- 『江藤淳 終わる平成から昭和の保守を問う』[2]中島岳志と共監修、河出書房新社、2019.5
Amazon Kindle[3]版『江藤淳全集』を責任編集（2022年7月より刊行開始）